# Большой Ёган (левый приток Оби)
Большой Ёган — река в России, протекает по Нижневартовскому району Ханты-Мансийского АО. Устье реки находится в 86 км по левому берегу протоки Оби Большой Посал, у посёлка Зайцева Речка. Длина реки составляет 20 км. Высота устья — 33 м над уровнем моря.

## Данные водного реестра
По данным государственного водного реестра России относится к Верхнеобскому бассейновому округу, водохозяйственный участок реки — Обь от впадения реки Вах до города Нефтеюганск, речной подбассейн реки — Обь ниже Ваха до впадения Иртыша. Речной бассейн реки — (Верхняя) Обь до впадения Иртыша.
Код объекта в государственном водном реестре — 13011100112115200041214.